# Artikulációs elnyomás
Artikulációs elnyomás, artikulációs elfeledés (articulatory suppression) Verbális feladattal (pl. egy szó ismétlése) megakadályozzák az artikulációs kód felhasználását (a munkaemlékezet esetén pl. a fonológiai hurok működését.)
Vizsgálatok bizonyítják, hogy a fonológiai hurok működését megzavarja, ha hangosan vagy hangtalanul értelmes, vagy értelmetlen szavakat ismételgetünk. Az irreleváns elem ismételgetése lefoglalja az artikulációs kontrollfolyamatokat, ezzel megakadályozza a fonológiai tárban lévő elemek megtartását, valamint a vizuális elemek fonológiai kóddá alakítását. Tehát az irreleváns beszéd elvonja a figyelmet. Ez okozza az emlékezeti teljesítmény csökkenését. (Ezzel szemben, olyan másodlagos feladatok, amelyek hasonló mértékű figyelmet igényelnek (pl. dobolás) semmilyen, vagy kevés hatással vannak a teljesítményre). Azoknál a betegeknél, akiknél nem működik a fonológiai hurok, az artikulációs elnyomás nem okoz eltérést a teljesítményben. Ezekből következtethetünk arra, hogy nem általánosan az rövid távú emlékezetre, hanem specifikusan a fonológiai és az artikulációs kódolásra van hatással. Vizuális bemutatás esetén az artikulációs elnyomás eltünteti a fonológiai hasonlósági hatást, a szóhosszúsági hatást auditoros bemutatás esetén is.

## Lásd még
Munkamemória